# Thai League Cup 2022/23
Der Thai League Cup 2022/23 war die 13. Saison in der zweiten Ära eines Fußballwettbewerbs in Thailand. Das Turnier wurde von Toyota gesponsert und war daher auch als Revo League Cup bekannt. Das Turnier startete mit der ersten Qualifikationsrunde am 3. September 2022 und endete mit dem Finale am 20. Mai 2023.

## Termine
| Runde                  | Datum                                                  |
| ---------------------- | ------------------------------------------------------ |
| 1. Qualifikationsrunde | 3. September 2022 4. September 2022                    |
| 2. Qualifikationsrunde | 3. September 2022 4. September 2022 21. September 2022 |
| Play-off-Spiele        | 19. Oktober 2022                                       |
| 1. Runde               | 16. November 2022                                      |
| Achtelfinale           | 25. Januar 2023                                        |
| Viertelfinale          | 22. Februar 2023                                       |
| Halbfinale             | 26. April 2023                                         |
| Finale                 | 20. Mai 2023                                           |

## Teilnehmende Mannschaften
| Thai League | Thai League 2 | Thai League 3 |
| - Bangkok United - BG Pathum United FC - Buriram United - Chiangrai United - Chonburi FC - Khon Kaen United FC - Lampang FC - Lamphun Warriors FC - Muangthong United - Nongbua Pitchaya FC - Police Tero FC - Port FC - PT Prachuap FC - Ratchaburi FC - Sukhothai FC | - Ayutthaya United FC - Customs United FC - Chainat Hornbill FC - Chiangmai FC - Chiangmai United FC - Krabi FC - Nakhon Pathom United FC - Nakhon Si United FC - Rayong FC - Raj-Pracha FC - Samut Prakan City FC - Suphanburi FC - Udon Thani FC - Uthai Thani FC | - Northern Region Kongkrailas United FC Kamphaengphet FC Chiangrai Lanna FC Nakhon Mae Sot United FC Phitsanulok FC Wat Bot City FC See Khwae City FC Uttaradit FC - North/Eastern Region Khon Kaen FC Khon Kaen Mordindang FC Nakhon Ratchasima United FC Mahasarakham FC Muang Loei United FC Rasisalai United FC Sisaket United FC Surin Khong Chee Mool FC Udon United FC Ubon Kruanapat FC - Eastern Region ACDC FC Chanthaburi FC Chachoengsao Hi-Tek FC Marines FC Bankhai United FC Banbueng FC Pluakdaeng United FC Pattaya Dolphins United Navy FC - Western Region Dragon Pathumwan Kanchanaburi FC Kanjanapat FC Kanchanaburi City FC Thawi Watthana Samut Sakhon United FC Pathumthani University FC Lopburi City FC Samut Songkhram FC Hua Hin City FC - Bangkok Metropolitan Region Bangkok FC Inter Bangkok FC Kasem Bundit University FC Nonthaburi United S.Boonmeerit FC Muangnont Bankunmae FC Prime Bangkok FC Samut Prakan FC Samut Sakhon City FC Siam FC Thonburi United FC - Southern Region Muangtrang United FC Mueang Kon D United FC Jalor City FC Phattalung FC Phuket Andaman FC Pattani FC Young Singh Hatyai United Trang FC Songkhla FC MH Nakhonsi City FC |

## Resultate und Begegnungen

### 1. Qualifikationsrunde
| Datum                          |                                | Ergebnis              |                                  |
| Northern Region                | Northern Region                | Northern Region       | Northern Region                  |
| ------------------------------ | ------------------------------ | --------------------- | -------------------------------- |
| 4. September 2022 um 15:30 Uhr | Chiangrai Lanna FC (T3)        | 2:1                   | Nakhon Mae Sot United FC (T3)    |
| 4. September 2022 um 15:30 Uhr | Uttaradit FC (T3)              | 5:1                   | Kongkrailas United (T3)          |
| North/Eastern Region           |                                |                       |                                  |
| 3. September 2022 um 17:00 Uhr | Sisaket United FC (T3)         | 2:1                   | Muang Loei United FC (T3)        |
| 3. September 2022 um 17:00 Uhr | Mahasarakham FC (T3)           | 0:1                   | Nakhon Ratchasima United FC (T3) |
| 4. September 2022 um 15:30 Uhr | Udon United FC (T3)            | 2:0                   | Rasisalai United FC (T3)         |
| 4. September 2022 um 17:00 Uhr | Ubon Kruanapat FC (T3)         | 2:2 n. V. (3:4 i. E.) | Surin Khong Chee Mool FC (T3)    |
| Eastern Region                 |                                |                       |                                  |
| 4. September 2022 um 15:30 Uhr | Pluakdaeng United FC (T3)      | 2:0                   | Pattaya Dolphins United (T3)     |
| Western Region                 |                                |                       |                                  |
| 4. September 2022 um 15:30 Uhr | Lopburi City FC (T3)           | 3:2                   | Hua Hin City FC (T3)             |
| 4. September 2022 um 15:30 Uhr | Pathumthani University FC (T3) | 2:1                   | Kanchanaburi City FC (T3)        |
| Bangkok Metropolitan Region    |                                |                       |                                  |
| 3. September 2022 um 15:30 Uhr | Samut Sakhon City FC (T3)      | 2:2 n. V. (2:3 i. E.) | Kasem Bundit University FC (T3)  |
| 3. September 2022 um 15:30 Uhr | Samut Prakan FC (T3)           | 2:1                   | Thonburi United FC (T3)          |
| 4. September 2022 um 15:30 Uhr | Siam FC (T3)                   | 1:0                   | Inter Bangkok FC (T3)            |
| 4. September 2022 um 17:00 Uhr | Bangkok FC (T3)                | 5:1                   | Muangnont Bankunmae FC (T3)      |
| Southern Region                |                                |                       |                                  |
| 3. September 2022 um 15:30 Uhr | MH Nakhonsi City FC (T3)       | 6:1                   | Trang FC (T3)                    |
| 3. September 2022 um 17:00 Uhr | Pattani FC (T3)                | 1:0                   | Mueang Kon D United FC (T3)      |
| 4. September 2022 um 15:30 Uhr | Young Singh Hatyai United (T3) | 1:0                   | Phuket Andaman FC (T3)           |
| 4. September 2022 um 17:00 Uhr | Phattalung FC (T3)             | 1:0 n. V.             | Jalor City FC (T3)               |

### 2. Qualifikationsrunde
| Datum                           |                                            | Ergebnis              |                                       |
| Northern Region                 | Northern Region                            | Northern Region       | Northern Region                       |
| ------------------------------- | ------------------------------------------ | --------------------- | ------------------------------------- |
| 3. September 2022 um 15:30 Uhr  | Kamphaengphet FC (T3)                      | 1:2                   | Wat Bot City FC (T3)                  |
| 3. September 2022 um 18:00 Uhr  | Phitsanulok FC (T3)                        | 2:0                   | See Khwae City FC (T3)                |
| 21. September 2022 um 15:30 Uhr | Chiangrai Lanna FC (T3)                    | 1:5                   | Uttaradit FC (T3)                     |
| North/Eastern Region            |                                            |                       |                                       |
| 4. September 2022 um 18:00 Uhr  | Khon Kaen FC (T3)                          | 0:1                   | Khon Kaen Mordindang FC (T3)          |
| 21. September 2022 um 15:30 Uhr | Udon United FC (T3)                        | 3:0                   | Surin Khong Chee Mool FC (T3)         |
| 21. September 2022 um 17:00 Uhr | Sisaket United FC (T3)                     | 6:0                   | Nakhon Ratchasima United FC (T3)      |
| Eastern Region                  |                                            |                       |                                       |
| 3. September 2022 um 15:30 Uhr  | Kabin United FC (T3)                       | 1:1 n. V. (3:4 i. E.) | Chanthaburi FC (T3)                   |
| 3. September 2022 um 15:30 Uhr  | Koh Kwang FC (T3)                          | 1:2                   | Navy FC (T3)                          |
| 3. September 2022 um 15:30 Uhr  | Bankhai United FC (T3)                     | 2:0                   | Marines FC (T3)                       |
| 4. September 2022 um 15:30 Uhr  | Banbueng FC (T3)                           | 0:1                   | Chachoengsao Hi-Tek FC (T3)           |
| 21. September 2022 um 15:30 Uhr | Pluakdaeng United FC (T3)                  | 5:2                   | ACDC FC (T3)                          |
| Western Region                  |                                            |                       |                                       |
| 3. September 2022 um 15:30 Uhr  | Samut Songkhram FC (T3)                    | 3:0                   | Kanjanapat FC (T3)                    |
| 4. September 2022 um 15:30 Uhr  | Thawi Watthana Samut Sakhon United FC (T3) | 0:6                   | Dragon Pathumwan Kanchanaburi FC (T3) |
| 21. September 2022 um 15:30 Uhr | Lopburi City FC (T3)                       | 3:2                   | Pathumthani University FC (T3)        |
| Bangkok Metropolitan Region     |                                            |                       |                                       |
| 3. September 2022 um 15:30 Uhr  | Nonthaburi United S.Boonmeerit FC (T3)     | 2:1                   | Prime Bangkok FC (T3)                 |
| 21. September 2022 um 15:30 Uhr | Kasem Bundit University FC (T3)            | 1:2                   | Samut Prakan FC (T3)                  |
| 21. September 2022 um 15:30 Uhr | Siam FC (T3)                               | 1:3                   | Bangkok FC (T3)                       |
| Southern Region                 |                                            |                       |                                       |
| 4. September 2022 um 15:30 Uhr  | Muangtrang United FC (T3)                  | 0:1                   | Songkhla FC (T3)                      |
| 21. September 2022 um 15:30 Uhr | MH Nakhonsi City FC (T3)                   | 3:1                   | Pattani FC (T3)                       |
| 21. September 2022 um 16:00 Uhr | Young Singh Hatyai United (T3)             | 2:2 n. V. (4:1 i. E.) | Phatthalung FC (T3)                   |

### Play-off-Spiele
| Datum                         |                                        | Ergebnis              |                              |
| ----------------------------- | -------------------------------------- | --------------------- | ---------------------------- |
| 19. Oktober 2022 um 15:00 Uhr | Dragon Pathumwan Kanchanaburi FC (T3)  | 2:1                   | Suphanburi FC (T2)           |
| 19. Oktober 2022 um 15:00 Uhr | Lopburi City FC (T3)                   | 2:1                   | Songkhla FC (T3)             |
| 19. Oktober 2022 um 15:00 Uhr | Young Singh Hatyai United (T3)         | 3:3 n. V. (5:3 i. E.) | Chainat Hornbill FC (T2)     |
| 19. Oktober 2022 um 15:00 Uhr | Uttaradit FC (T3)                      | 0:2                   | Chiangmai FC (T2)            |
| 19. Oktober 2022 um 15:00 Uhr | Khon Kaen Mordindang FC (T3)           | 1:5                   | Udon Thani FC (T2)           |
| 19. Oktober 2022 um 15:00 Uhr | Wat Bot City FC (T3)                   | 1:3                   | Rayong FC (T2)               |
| 19. Oktober 2022 um 15:00 Uhr | MH Nakhonsi City FC (T3)               | 3:2                   | Udon United FC (T3)          |
| 19. Oktober 2022 um 15:00 Uhr | Samut Songkhram FC (T3)                | 2-0*                  | Krabi FC (T2)                |
| 19. Oktober 2022 um 15:00 Uhr | Chanthaburi FC (T3)                    | 1:3                   | Customs United FC (T2)       |
| 19. Oktober 2022 um 15:00 Uhr | Pluakdaeng United FC (T3)              | 0:1 n. V.             | Chiangmai United FC (T2)     |
| 19. Oktober 2022 um 17:00 Uhr | Nonthaburi United S.Boonmeerit FC (T3) | 0:1 n. V.             | Ayutthaya United FC (T2)     |
| 19. Oktober 2022 um 17:00 Uhr | Sisaket United FC (T3)                 | 1:1 n. V. (5:3 i. E.) | Nakhon Si United FC (T2)     |
| 19. Oktober 2022 um 17:00 Uhr | Bangkok FC (T3)                        | 4:3                   | Samut Prakan City FC (T2)    |
| 19. Oktober 2022 um 18:00 Uhr | Phitsanulok FC (T3)                    | 3:2                   | Samut Prakan FC (T3)         |
| 19. Oktober 2022 um 18:00 Uhr | Chachoengsao Hi-Tek FC (T3)            | 2:3                   | Nakhon Pathom United FC (T2) |
| 19. Oktober 2022 um 18:00 Uhr | Navy FC (T3)                           | 0:0 n. V. (3:5 i. E.) | Uthai Thani FC (T2)          |
| 19. Oktober 2022 um 18:00 Uhr | Bankhai United FC (T3)                 | 0:1                   | Raj-Pracha FC (T2)           |

- Das Spiel Samut Songkhram FC – Krabi FC (2:3 n. V.) wurde nachträglich vom Verband mit 2-0 gewertet, da Krabi zu viele ausländische Spieler eingesetzt hatte.[4]

### 1. Runde
| Datum                          |                                       | Ergebnis              |                                |
| ------------------------------ | ------------------------------------- | --------------------- | ------------------------------ |
| 16. November 2022 um 15:00 Uhr | Dragon Pathumwan Kanchanaburi FC (T3) | 2:1                   | Police Tero FC (T1)            |
| 16. November 2022 um 15:00 Uhr | Lopburi City FC (T3)                  | 0:2                   | Khon Kaen United FC (T1)       |
| 16. November 2022 um 15:00 Uhr | Samut Songkhram FC (T3)               | 1:0                   | Port FC (T1)                   |
| 16. November 2022 um 16:00 Uhr | Phitsanulok FC (T3)                   | 4:2 n. V.             | Young Singh Hatyai United (T3) |
| 16. November 2022 um 16:00 Uhr | Raj-Pracha FC (T2)                    | 1:2                   | Lampang FC (T1)                |
| 16. November 2022 um 16:00 Uhr | Sisaket United FC (T3)                | 0:2                   | Muangthong United (T1)         |
| 16. November 2022 um 17:00 Uhr | MH Nakhonsi City FC (T3)              | 0:2                   | Buriram United (T1)            |
| 16. November 2022 um 18:00 Uhr | Bangkok FC (T3)                       | 1:4                   | Lamphun Warriors FC (T1)       |
| 16. November 2022 um 18:00 Uhr | Chiangmai FC (T2)                     | 0:0 n. V. (8:7 i. E.) | Sukhothai FC (T1)              |
| 16. November 2022 um 18:00 Uhr | Chiangmai United FC (T2)              | 0:1 n. V.             | Ratchaburi FC (T1)             |
| 16. November 2022 um 18:00 Uhr | Customs United FC (T2)                | 0:1                   | Bangkok United (T1)            |
| 16. November 2022 um 18:00 Uhr | Rayong FC (T2)                        | 1:2 n. V.             | Nongbua Pitchaya FC (T1)       |
| 16. November 2022 um 18:00 Uhr | Udon Thani FC (T2)                    | 1:3                   | BG Pathum United FC (T1)       |
| 16. November 2022 um 18:00 Uhr | Nakhon Pathom United FC (T2)          | 1:0 n. V.             | Chonburi FC (T1)               |
| 16. November 2022 um 18:00 Uhr | Ayutthaya United FC (T2)              | 1:0                   | Chiangrai United (T1)          |
| 16. November 2022 um 18:00 Uhr | Uthai Thani FC (T2)                   | 1:1 n. V. (4:5 i. E.) | PT Prachuap FC (T1)            |

### Achtelfinale
| Datum                        |                                       | Ergebnis              |                          |
| ---------------------------- | ------------------------------------- | --------------------- | ------------------------ |
| 25. Januar 2023 um 15.00 Uhr | Dragon Pathumwan Kanchanaburi FC (T3) | 0:2                   | Lamphun Warriors FC (T1) |
| 25. Januar 2023 um 17.00 Uhr | Samut Songkhram FC (T3)               | 1:0                   | Lampang FC (T1)          |
| 25. Januar 2023 um 17.00 Uhr | Ayutthaya United FC (T2)              | 0:5                   | PT Prachuap FC (T1)      |
| 25. Januar 2023 um 17.00 Uhr | Phitsanulok FC (T3)                   | 0:4                   | Bangkok United (T1)      |
| 25. Januar 2023 um 18.00 Uhr | Nakhon Pathom United FC (T2)          | 2:3                   | BG Pathum United FC (T1) |
| 25. Januar 2023 um 18.00 Uhr | Ratchaburi FC (T1)                    | 0:0 n. V. (5:4 i. E.) | Nongbua Pitchaya FC (T1) |
| 25. Januar 2023 um 19.00 Uhr | Chiangmai FC (T2)                     | 2:0                   | Khon Kaen United FC (T1) |
| 25. Januar 2023 um 19.00 Uhr | Muangthong United (T1)                | 1:2                   | Buriram United (T1)      |

### Viertelfinale
| Datum                         |                          | Ergebnis |                          |
| ----------------------------- | ------------------------ | -------- | ------------------------ |
| 22. Februar 2023 um 17.00 Uhr | Ratchaburi FC (T1)       | 2:1      | Samut Songkhram FC (T3)  |
| 22. Februar 2023 um 18.00 Uhr | Chiangmai FC (T3)        | 0:3      | BG Pathum United FC (T1) |
| 22. Februar 2023 um 18.30 Uhr | Bangkok United (T1)      | 0:3      | Buriram United (T1)      |
| 22. Februar 2023 um 19.00 Uhr | Lamphun Warriors FC (T1) | 0:2      | PT Prachuap FC (T1)      |

### Halbfinale
| Datum                       |                          | Ergebnis |                     |
| --------------------------- | ------------------------ | -------- | ------------------- |
| 26. April 2023 um 18.00 Uhr | PT Prachuap FC (T1)      | 0:2      | Buriram United (T1) |
| 26. April 2023 um 19.00 Uhr | BG Pathum United FC (T1) | 2:1      | Ratchaburi FC (T1)  |

### Finale
| Datum                     |                     | Ergebnis |                          |
| ------------------------- | ------------------- | -------- | ------------------------ |
| 20. Mai 2023 um 18.00 Uhr | Buriram United (T1) | 2:0      | BG Pathum United FC (T1) |

#### Spielstatistik
| Paarung             | Buriram United – BG Pathum United FC |
| Ergebnis            | 2:0 (1:0) |
| Datum               | 20. Mai 2023 um 18:00 Uhr |
| Stadion             | Thunderdome Stadium, Pak Kret, Nonthaburi |
| Zuschauer           | 10.487 |
| Schiedsrichter      | Chaireag Ngamsom |
| Tore                | 1:0 Goran Čaušić (13.) 2:0 Supachai Chaided (90.+3.) |
| Buriram United      | Siwarak Tedsungnoen – Theerathon Bunmathan, Pansa Hemviboon, Dion Cools, Goran Čaušić, Sasalak Haiprakhon (66. Jonathan Bolingi), Peeradon Chamratsamee, Ratthanakorn Maikami (81. Narubadin Weerawatnodom), Lonsana Doumbouya, Supachai Chaided, Suphanat Mueanta Cheftrainer: Masatada Ishii               |
| BG Pathum United FC | Kittipong Phuthawchueak – Andrés Túñez, Yūsuke Maruhashi, Santiphap Channgom, Jakkapan Praisuwan (70. Irfan Fandi), Sarach Yooyen, Chaowat Veerachat, Phitiwat Sukjitthammakul, Teerasil Dangda, Stênio Júnior (78. Korawich Tasa), Patrik Gustavsson (64. Surachat Sareepim) Cheftrainer: Thongchai Sukkoki |
| Gelbe Karten        | Supachai Chaided (19.) – Chaowat Veerachat (69.), Santiphap Channgom (79.), Irfan Fandi (86.) |

#### Auswechselspieler
| Auswechselspieler | Auswechselspieler |
| --- | --- |
| Buriram United | BG Pathum United FC |
| - Jonathan Bolingi (66.) ▲ - Narubadin Weerawatnodom (81.) ▲ - Pattara Soimalai - Arthit Boodjinda - Chitipat Tanklang - Seksan Ratree - Nopphon Lakhonphon - Airfan Doloh - Thawatchai Inprakhon | - Surachat Sareepim (64.) ▲ - Irfan Fandi (70.) ▲ - Korawich Tasa (78.) ▲ - Chatree Chimtalay - Cássio Scheid - Apisit Sorada - Ernesto Amantegui Phumipha - Prasit Padungchok - Wattanakorn Sawatlakhorn |